# Où sont passés les Morgan ?
Pour plus de détails, voir Fiche technique et Distribution.
Où sont passés les Morgan ? (Did you Hear about the Morgans?) est un film américain réalisé par Marc Lawrence et sorti le 18 décembre 2009 aux États-Unis et le 20 janvier 2010 en France. Il raconte l'histoire de Meryl et Paul Morgan, un couple à moitié séparé, à qui il va arriver de drôles de péripéties.

## Synopsis

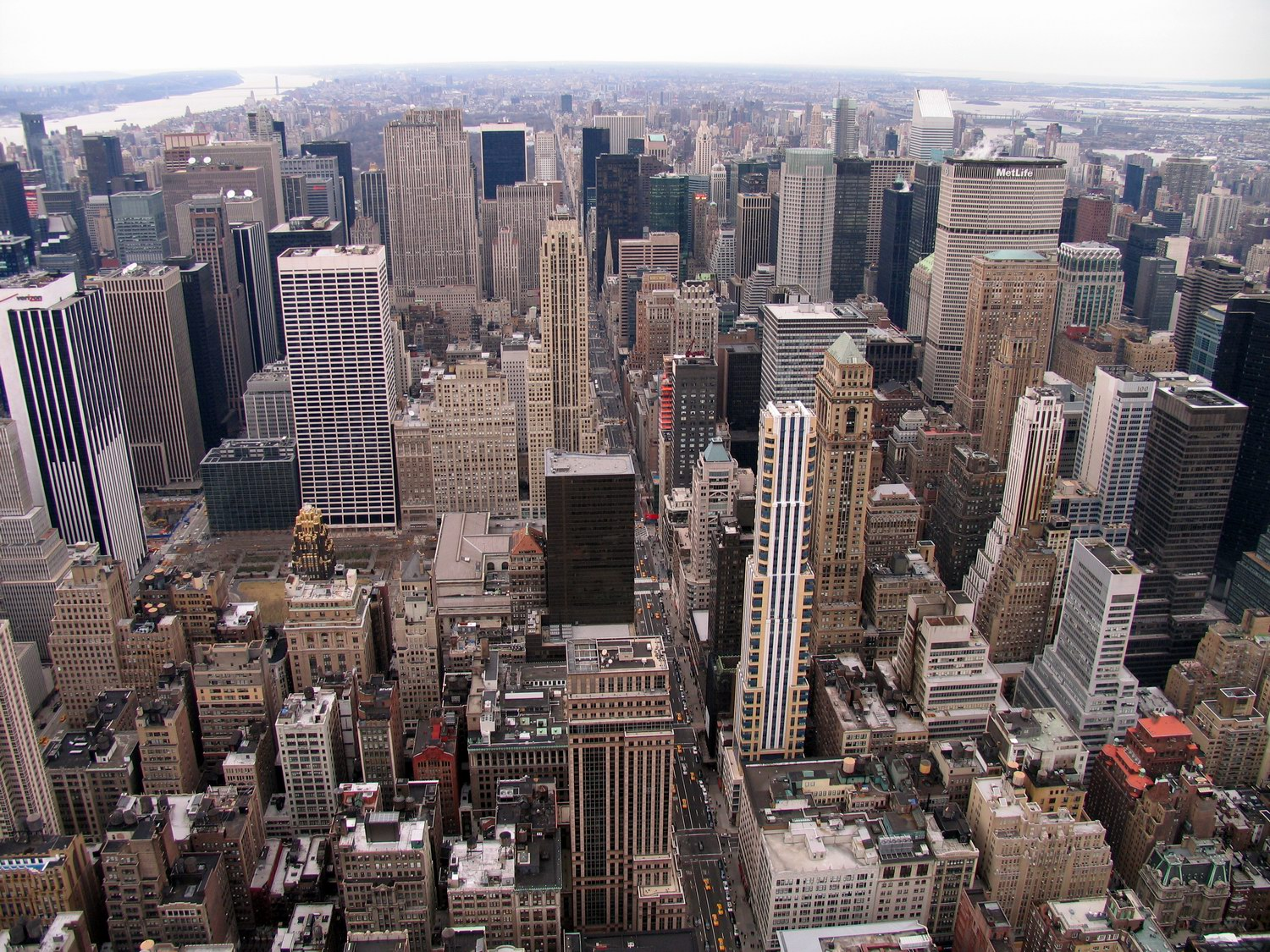
Les Morgan menaient une vie tranquille à Manhattan.

Meryl et Paul Morgan mènent une vie conjugale heureuse à Manhattan, jusqu'à ce que leur couple se déchire à cause de problèmes de fertilité qui poussent Paul à l'infidélité.
Alors que Meryl songe à demander le divorce, Paul tente de la convaincre de lui donner une seconde chance. Cependant, l'agitation de leur vie new-yorkaise n'est rien en comparaison de ce qui va leur arriver. Un soir où Meryl a accepté une promenade, ils sont les témoins d'un meurtre et deviennent la cible d'un tueur à gage. Très vite, ils sont placés sous la protection du FBI et sont contraints de quitter New York pour aller vivre dans un centre de protection de témoins en plein cœur du Wyoming.
Afin que rien ne leur arrive, les deux New-Yorkais se retrouvent sous surveillance 24 heures sur 24 chez le shérif et sa compagne. Ils n'auront d'autre choix que de se côtoyer et de faire face à leurs conflits ; ce sera peut-être pour eux l'occasion de raviver leur passion tout en tentant de s'adapter à la vie campagnarde, loin de l'agitation new-yorkaise.

## Fiche technique
Sauf mention contraire, cette fiche technique est établie à partir d'IMDB et d'Allociné.
- Titre : Où sont passés les Morgan ?
- Titre original : Did you Hear about the Morgans?
- Réalisation et scénario : Marc Lawrence
- Dialogues : Eva Z. Cabrera
- Directeur artistique : Steve Carter
- Décors : Kevin Thompson
- Costume : Christopher Peterson
- Photographie : Florian Ballhaus (en)
- Son : Nicholas Renbeck
- Montage : Susan E. Morse
- Musique : Theodore Shapiro
- Production : Liz Glotzer et Martin Shafer (producteurs) ; Anthony Katagas et Ryan Kavanaugh (producteurs exécutif) ; Melissa Wells (coproductrice) ; Sara Woodhatch (productrice associée)
- Sociétés de production : Columbia Pictures, Castle Rock Entertainment et Relativity Media[3]
- Distribution : Sony Pictures Entertainment (International), Sony Pictures Releasing France (France)
- Sociétés d'effets spéciaux : Brainstorm Digital[4]
- Budget : 58 000 000$
- Pays de production :  États-Unis
- Langue : Anglais
- Format :  Couleurs - 2,35:1 - 35 mm - Son DTS / Dolby Digital / SDDS
- Genre : Comédie romantique
- Durée : 103 minutes
- Dates de sortie[5]:
  - États-Unis : 18 décembre 2009
  - Australie : 26 décembre 2009
  - France : 20 janvier 2010

## Distribution
- Hugh Grant (VF : Thibault de Montalembert / VQ : Daniel Picard) : Paul Morgan
- Sarah Jessica Parker (VF : Martine Irzenski / VQ : Pascale Montreuil) : Meryl Morgan
- Sam Elliott  (VF : Bernard Tiphaine / VQ : Aubert Pallascio) : Clay Wheeler
- Mary Steenburgen (VF : Françoise Vallon / VQ : Nathalie Coupal) : Emma Wheeler
- Jesse Liebman (VF : Paolo Domingo / VQ : Nicolas Charbonneaux-Collombet) : Adam Feller
- Elisabeth Moss (VF : Natacha Muller / VQ : Mélanie Laberge) : Jackie Drake
- Natalia Klimas : Monique Rabelais
- Vincenzo Amato : Girard Rabelais
- Michael Kelly (VQ : Pierre Auger) : Vincent
- Seth Gilliam (VQ : Thiéry Dubé) : US Marshal Lasky
- Sandor Tecsy : Anton Forenski
- Kevin Brown : US Marshal Henderson
- Steven Boyer : US Marshal Ferber
- Sharon Wilkins : US Marshal King
- Kim Shaw (VF : Véronique Desmadryl) : Infirmière Kelly
- David Call (VF : Guillaume Lebon) : Doc D. Simmons
- Dana Ivey : Trish Pinger
- Wilford Brimley (VF : Jean-Claude Sachot) : Earl Granger
- Gracie Bea Lawrence : Lucie Granger
- Beth Fowler : Ma Simmons
- Christopher Atwood : US Marshal au rodéo
- Bobbie Bates : danseuse
- Carol J. Conners : danseuse
- Brad Dulin : danseur
- Laura Fremont : danseuse
- Michael Higgins : danseur
- Brent Keast : danseur
- Anthony Marciona : danseur
- Sarah Mitchell : danseuse
- Mandy Jo Moore : danseuse
- Chris Moss : danseur
- Nikole Smith : danseuse
- Carey Ysais : danseuse

- Version française
  - Studio de doublage : Les Studios de Saint-Ouen
  - Direction artistique : Barbara Tissier
  - Adaptation des dialogues : Bob Yangasa

## Box-office
Les chiffres du box-office, semaine par semaine, de Où sont passés les Morgan ?, aux États-Unis.
| Semaine du             | Recettes ($) | Cumul      |
| ---------------------- | ------------ | ---------- |
| 18 au 20 décembre 2009 | 6 616 571    | 6 616 571  |
| 25 au 27 décembre 2009 | 5 000 143    | 15 600 328 |
| 1 au 3 janvier 2010    | 4 932 338    | 25 312 384 |
| 8 au 10 janvier 2010   | 1 600 000    | 28 400 000 |

Les chiffres du box-office, semaine par semaine, de Où sont passés les Morgan ?, en France.
| Semaine du                   | Entrées | Cumul   |
| ---------------------------- | ------- | ------- |
| 20 au 26 janvier 2010        | 244 156 | 244 156 |
| 27 janvier au 2 février 2010 | 130 138 | 374 294 |
| 3 au 9 février 2010          | 51 463  | 425 757 |

## Autour du film

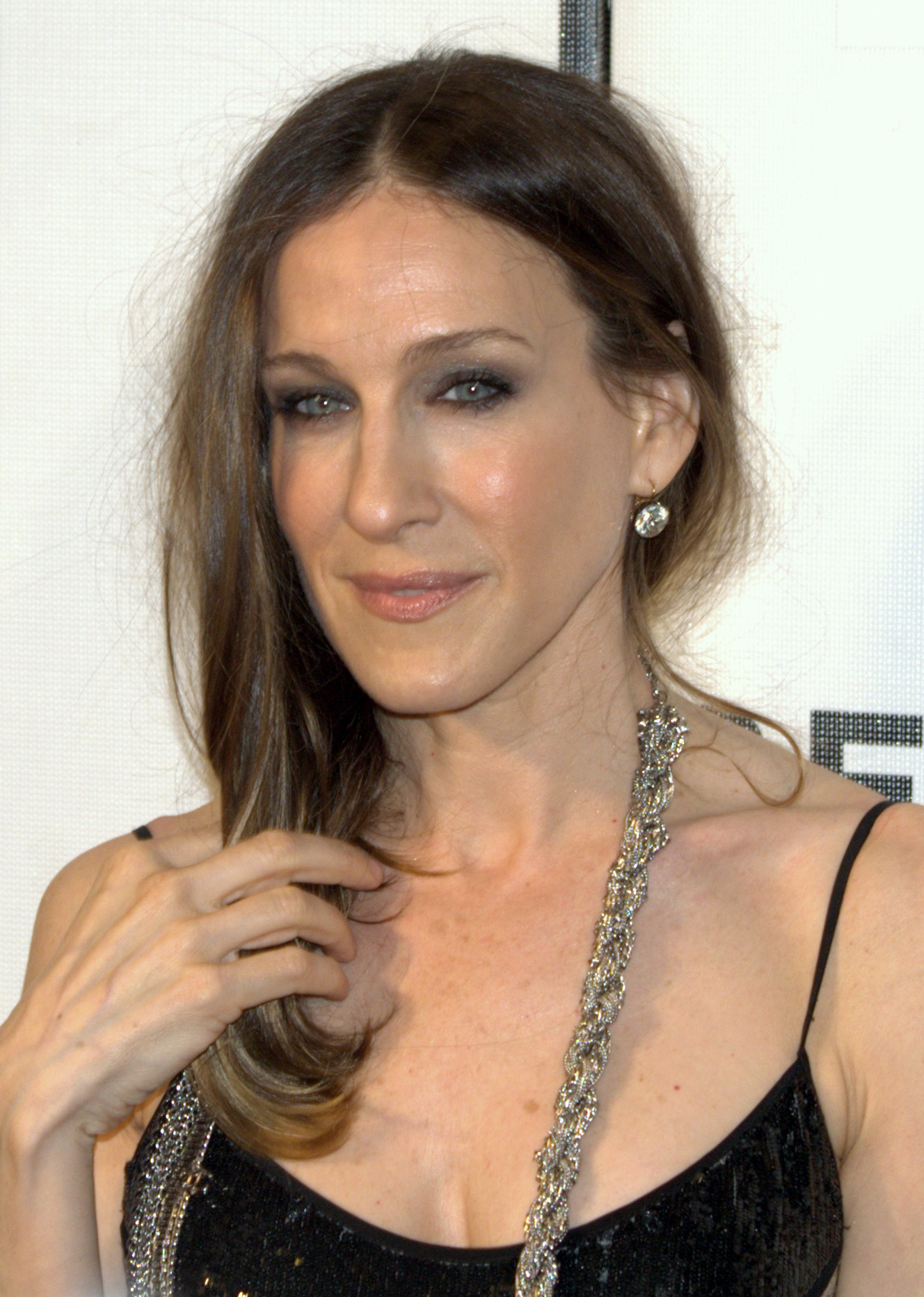
L'actrice principale Sarah Jessica Parker au Tribeca Film Festival, l'année de sortie du film.

### Les retrouvailles
Où sont passés les Morgan ? marque les retrouvailles de Hugh Grant et Sarah Jessica Parker, dix ans après le thriller Mesure d'urgence en 1996. Des retrouvailles qui ont réjoui la star de Sex and the City, le film qui se confie lors d'une interview : « J'avais toujours eu envie de jouer dans une comédie romantique avec lui. C'était un réel plaisir de le retrouver car nous jouons, en plus, un couple détonnant. Hugh est un excellent comédien, avec qui c'est génial de travailler. Nous avons ri durant tout le tournage. Il est tellement drôle, intelligent, très vif, c'est tout simplement un grand travailleur et un vrai professionnel. » déclara-t-elle.

### Hugh Grant, favori de Marc Lawrence

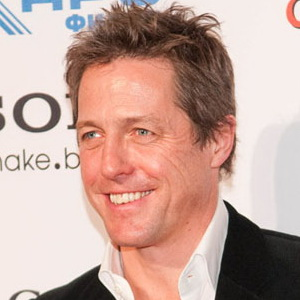
L'acteur principal Hugh Grant, également l'année de sortie du film.

Hugh Grant n'est plus apparu au cinéma depuis 2007 dans Le Come-Back, déjà réalisé par Marc Lawrence. Une collaboration qui remonte à 2003 sur L'Amour sans préavis, où l'acteur donnait la réplique à Sandra Bullock. Hugh Grant parle du réalisateur lors de cette interview : « J'adore Marc, j'adore ce qu'il fait. Je trouve que sa pièce de maître, c'est le plus drôle des scripts... je devais le faire. » explique l'acteur britannique. Marc Lawrence relate son travail scénaristique : « J'ai écrit le scénario en imaginant Hugh dans le rôle de Paul. Nous avons travaillé ensemble si souvent qu'il me semblait normal de lui parler de ce projet. Il a aimé l'idée, mais il n'y a pas eu d'accord formel. À chaque fois, j'écris mon scénario, je lui en parle, et s'il aime l'histoire il accepte de jouer dans le film. S'il ne l'aimait pas, il ne le ferait pas. C'est simple, finalement !. »

### Un ours dans le film
Pour une scène avec un ours, la production a engagé le meilleur animal d'Hollywood, Bart, qui a joué dans Dr. Dolittle 2, Jusqu'au cou et Into the Wild. Hugh Grant se souvient : « Le tournage de la scène avec l'ours a été une expérience terrifiante. Ils m'ont expliqué qu'il a été élevé comme un humain, mais quand vous voyez cette bête énorme, 4,50 mètres de haut, sortir de sa caravane, et qu'on vous dit qu'il ne faut pas la regarder dans les yeux, vous sentez la peur monter en vous ! ». Marc Lawrence plaisante en déclarant : « Je prenais bien soin de rester derrière Hugh, en me disant que si les choses tournaient mal, je préférais que l'ours le mange d'abord ! Avant de tourner la scène, nous avons fait une réunion pour les consignes de sécurité. Une personne de l'équipe a demandé aux soigneurs s'ils avaient des fusils tranquillisants, et ils ont répondu : " Non, tout va bien se passer. " Nous étions tous très tendus... Et pourtant, au bout de la dixième prise, tout le monde passait à côté de l'ours en lui disant salut pendant qu'il buvait son thé glacé. Bart adore le thé glacé. À la fin de la journée, ses soigneurs étaient même assez inquiets de nous voir si près de lui. C'est comme tout le reste quand vous faites un film, au début vous êtes tendu, et au bout de vingt prises vous oubliez que la grosse bête qui est à un mètre de vous pourrait vous manger tout cru, tout simplement parce qu'il est aussi épuisé que vous. »

### Sarah Jessica Parker loin de sa ville
Sarah Jessica Parker est très attachée à la ville de New York. Elle-même avoue être complètement dans son élément dans la jungle urbaine. Autant dire qu'un tournage dans les plaines arides du Nouveau-Mexique (et non du Wyoming comme dans le film), fut pour elle une véritable aventure : « C'est un endroit absolument magnifique, où la nature est splendide, avec des paysages très cinématographiques. C'était une expérience formidable de travailler dans cet endroit paradisiaque, loin de chez moi. Une période unique dans ma carrière, qui restera longtemps dans mon cœur. » 

### Une grosse blague
La rencontre entre Hugh Grant et Sarah Jessica Parker s'est si bien passée que les deux acteurs ont décidé de faire une blague au scénariste et au réalisateur de film. Sarah Jessica Parker raconte : « Nous avons tous les deux envoyé un message à Marc pour lui dire que le dîner entre Hugh et moi avait été un vrai désastre. » Marc Lawrence se souvient : « Leurs e-mails disaient que leur rencontre s'était très mal passée, que Hugh s'était mal conduit. J'étais horrifié. J'ai écrit une lettre pour m'excuser, et je n'ai compris que plus tard que tout cela n'était qu'une mascarade. Cela les a beaucoup amusés...moi un peu moins ! » Hugh Grant raconte : « Marc a mis un moment avant de comprendre que c'était une blague. Et le plus drôle, c'est que même après lui avoir dit la vérité, il ne voulait toujours pas me croire ! ». Marc Lawrence ajoute : « Hugh était fâché de voir que j'avais si peu confiance en lui, mais franchement, je pense que mon manque de confiance était justifié. J'ai été tellement secoué par leur blague que je ne savais plus quoi penser. J'avais décidé de ne plus croire personne à propos de quoi que ce soit, pas même ma famille ! »

## DVD
Où sont passés les Morgan ? sortira en DVD et en Blu-ray aux États-Unis le 16 mars 2010. Sony Pictures Home Entertainment a par ailleurs annoncé qu'aucun des deux supports ne serait zoné.
Le Blu-ray offrira un format d'image 1,85:1 en 1080p. Trois pistes son (anglais, français et allemand) seront disponibles en 5.1 DTS-HD MA. Des sous-titres en français et en anglais (pour sourds et malentendants) seront également présents.
On pourra trouver sur le DVD des bonus et suppléments renfermeront entre autres : 
– les commentaires audio du réalisateur, Marc Lawrence et des deux acteurs principaux, Hugh Grant et Sarah Jessica Parker ;
– une séquence intitulée : Cowboys and Cosmopolitans : The Stars of Did You Hear About the Morgans? ;
– des scènes coupées ;
– une section baptisée :  Park Avenue Meets the Prairie : The Fashions of Did You Hear About the Morgans?.
Il faut noter que seule l'application BD live Movie IQ est une exclusivité Blu-ray.